# First Canadian Centre
Das First Canadian Centre ist ein 167 Meter Hohes Bürogebäude in Downtown Calgary, Alberta, Kanada. Es befindet sich an der 350 7th Avenue SW und verfügt über eine helle moderngestaltete Fassadenform.

## Geschichte
Das Gebäude wurde von Bregman + Hamann Architects entworfen. Es war nach der Fertigstellung 1982 das höchste Gebäude in Calgary, welches das Scotia Centre mit seinen 155 Metern überstieg.
Frühere Planungen berücksichtigen, dass an der Stelle ein Gebäudekomplex mit zwei Hochhäusern gebaut werden sollte. Das zweite Gebäude sollte über 64 Etagen verfügen. Aufgrund der fallenden Wirtschaft in Calgary während der achtziger Jahre wurden diese Pläne verworfen.

## Nutzung
Neben mehreren kleineren Mietern, hat die größte Bürofläche die Bank of Montreal angemietet, die auch über eine Bankfiliale im Erdgeschoss betreibt.